# Helsingborgs Gustav Adolfs distrikt
Helsingborgs Gustav Adolfs distrikt är ett distrikt i Helsingborgs kommun och Skåne län. 
Distriktet ligger i tätorten Helsingborg. 

## Tidigare administrativ tillhörighet
Distriktet inrättades 2016 och utgör en del av området som till 1971 utgjorde Helsingborgs stad.
Området motsvarar den omfattning Helsingborgs Gustav Adolfs församling hade 1999/2000 och fick 1927 efter utbrytning ur Helsingborgs församling.